# نظام البلاط الإمبراطوري

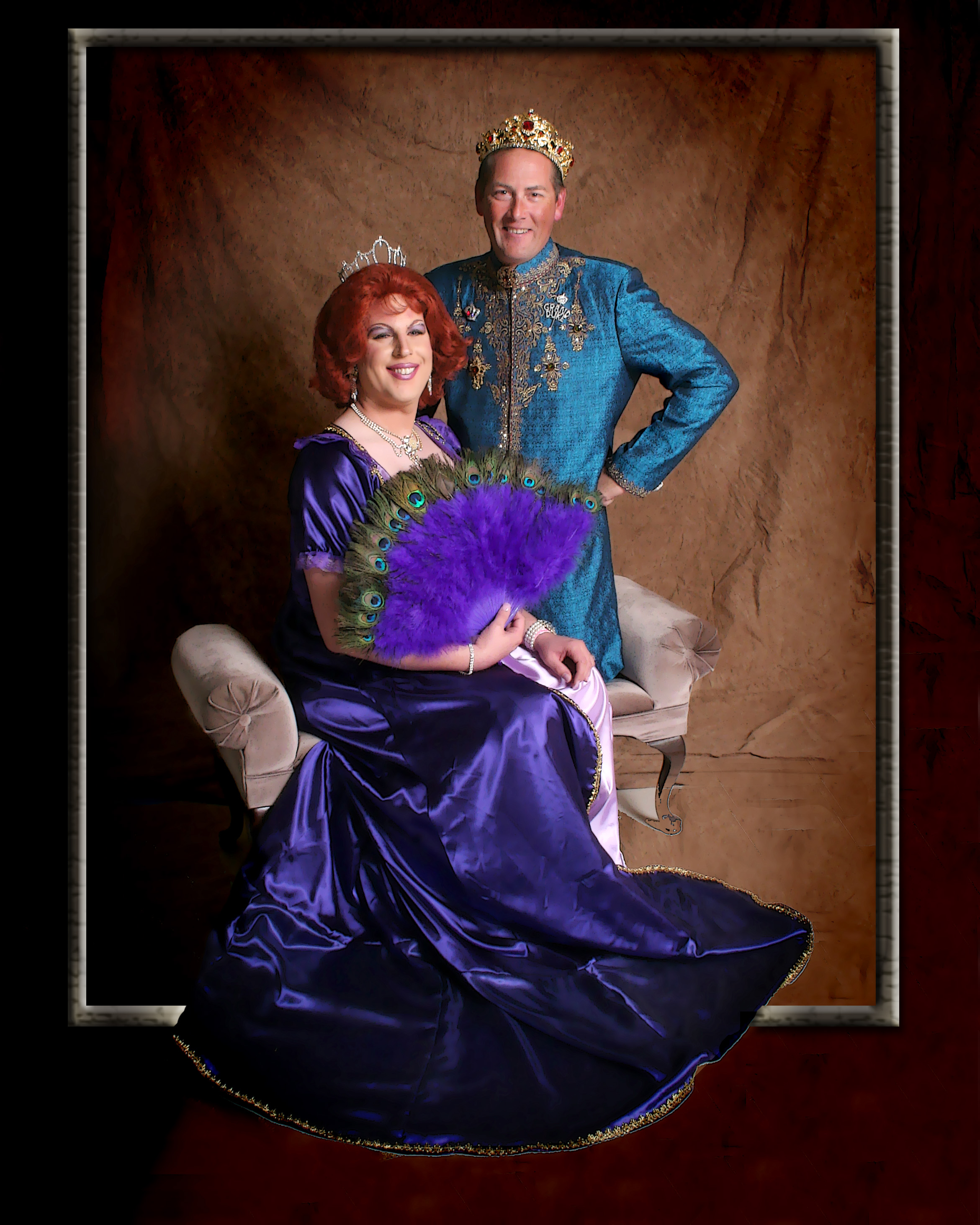
العصر الإمبراطوري

نظام البلاط الإمبراطوري الدولي، ويُدعى أيضًا نظام البلاط الدولي، من أقدم منظمات مجتمع الميم وأكبرها على مستوى العالم. نظام البلاط الإمبراطوري شبكة شعبية من المنظمات الساعية إلى بناء علاقات مجتمعية، دعمًا للمساواة وجمع المال لأعمال خيرية، من خلال إقامة «مَراقِص التتويج المهرجاني» السنوية التي يُدعى إليها عدد غير محدود من جميع أنحاء أمريكا الشمالية للاستعراض في «البلاط الملكي» بأبهى ملابسهم وأَزْيَنها، إلى جانب إقامة فعاليات أخرى سنويًّا لجمع التبرعات لصالح مجتمعاتهم. وهو ثاني أكبر منظمات مجتمع الميم على مستوى العالم، بعد «كنيسة المجتمع المطراني».

## التاريخ
تأسس البلاط الإمبراطوري الأمريكي في سان فرانسيسكو بكاليفورنيا في 1965، على يد خوسيه ساريا الذي كان لقبه الودّي «ماما خوسيه» أو ما شابه بين أعضاء البلاط الإمبراطوري، واتخذ هو لنفسه لقب «أرملة نورتون» إشارة إلى جوشوا نورتون، مواطن سان فرانسيسكو الذي اشتهر في القرن التاسع عشر وأعلن نفسه في 1859 إمبراطورًا للولايات المتحدة وحاميًا للمكسيك.
صار ساريا حلقة الوصل لمجموعة جمع تبرعات مكوَّنة من أعضاء متطوعين يحملون ألقابًا نبيلة يمنحهم إياها الإمبراطور والإمبراطورة اللذان يُنتخبان سنويًّا. أول بلاط مُقام خارج سان فرانسيسكو كان في بورتلاند بولاية أوريجون، إذ انضم إلى بلاط سان فرانسيسكو في 1971 ليبدأ النظام البلاطي، ثم تلاه بلاط سياتل ثم فانكوفر (على يد إمبراطور كندا تيد نورث -الذي توّجه بلاط روز الأوريجوني في 1964، والذي كان يبدأ اسمه الإنجليزي دائمًا بحروف صغيرة أثناء كتابته. والذي أسس نظام البلاط الكندي في 1971 بعدما أَلهمه حضوره لمرقص في بورتلاند، وبذلك صار النظام البلاطي دوليًّا). عملت تلك الإمبراطوريات وصاغت سياساتها بصورة مستقلة تقريبًا، حتى تشكَّل «مجلس البلاط الإمبراطوري» -الذي قاده ساريا- لمنع مشاركة المجموعات التي لم تساهم في جمع التبرعات الخيرية.
ظلت بعض فروع البلاط الإمبراطوري الكندي سنين بلا اعتراف من أرملة نورتون ومجلس البلاط الإمبراطوري، لعدة أسباب، بعضها تنظيمي، وبعضها متصل بنزاع على لقب نورث. في النهاية لقبتْه قيادة النظام «إمبراطورة كندا كلها»، وبهذا انتهى نزاع كبير بين النظام وتيد نورث. في 1997 كان نورث من أول مَن تلقَّوْا «جائزة تشريفات خوسيه» التي قدمها ساريا بنفسه.
نادرًا ما أدت انقسامات داخل فروع بلاطية إلى نشوء «بلاطات مارقة» لا تعترف بها المنظمة، ومعظم تلك البلاطات -التي تُدعى أيضًا «بلاطات منافسة»- انهارت وانفسخت في بضع سنين.

## الهيكل
الفروع البلاطية المنفردة (أو الإمبراطوريات) منظمات خيرية غير ربحية منفصلة -لكن متصلة قانونيًّا-، تجمع التبرعات وتنشر الوعي لصالح مختلف الجمعيات الخيرية والقضايا المدنية، لمساعدة مَن في مجالها من المحتاجين. لكل فرع مجلس إدارة خاص، وكل فرع مسؤول عن إدارة نفسه ماليًّا. إلى جانب كون الفروع غيرَ ربحية، فعديد منها تُعد في الولايات المتحدة منظمات 501 (سي)، أي معفاة فدراليًّا من الضرائب.
ومجلس البلاط الإمبراطوري -المؤسَّس في 1995- منظمة مدمَجة غير ربحية، تأسست لإسداء المشورة لفروع النظام البلاطي، ومنح -أو سحب- اعترافات النظام عند الحاجة. يدعو المجلس إلى التزام درجة من الاتساق فيما يتعلق بالبروتوكول، من خلال بيانات يُصدرها وتلتزم بها كل الفروع.
في 17 فبراير 2007 سلَّم ساريا (الذي بلغ من العمر 84 سنة في ديسمبر 2006) القيادة رسميًّا للإمبراطورة نيكول العظيمة (إمبراطورة سان دييجو، واسمها الحقيقي نيكول موري راميريز) التي حملت لقب «الوريث الواضح الأول في سلسلة الخلافة» في احتفالية أُقيمت في سياتل بواشنطن.
كانت نيكول العظيمةُ الرئيسةَ الفخرية لنظام البلاط الإمبراطوري في الأعوام السبعة الماضية، حاملة لقب «الملكة الأم الأولى للأمريكتين»، يعاونها «المجلس الخصوصي» المؤلف من: كوكو لاشين إمبراطورة نيويورك، وريك فورد إمبراطور لونج بيتش بكاليفورنيا، وميلو إمبراطورة سان دييجو بكاليفورنيا، وجاك إي إمبراطورة رينو بنيفادا، وبانزي إمبراطورة نيويورك، وريمي مارتن إمبراطورة سان فرانسيسكو، وغيرهم من أعضاء مجلس البلاط الإمبراطوري. اتخذت الملكة الأم نيكول العظيمة سلسلة خلافة خاصة بها، بدل الذين كان ساريا قد عيّنهم. وهؤلاء «الورثة الواضحون» متألفون من المجلس البلاطي الحالي، كما كان حال الملوك الذين تألفت منهم سلسلة الخلافة السابقة.
بعد موت تيد نورث في مايو 2014، انتُخبت أَفُوغنا سانوار في يونيو إمبراطورة لكندا. صار النظام البلاطي لا يعترف بهذا اللقب بدءًا من سبتمبر 2014.

## الفروع
على مدى 50 سنة تقريبًا نما نظام البلاط الإمبراطوري نموًّا كبيرًا، فصار يمثل مجتمعات في 86 منطقة مختلفة في الولايات المتحدة وكندا والمكسيك. وتغطي بعض مَمالكه ولايات كاملة كما في ألاسكا وهاواي وآيوا ومونتانا وكونيتيكت، في حين تغطي ممالك أخرى مُدنًا كما في تورونتو، أو مقاطعات وأقاليم ومجتمعات كما في مقاطعة ألاميدا وإقليم نياجرا.
تُعد معظم الفروع بلاطات إمبراطورية، وتُدعى أيضًا «إمبراطوريات»، وبعضها يُدعى بلاطًا دُوقيًّا (ودوقية أحيانًا) أو بارونية (وبلاطًا بارونيًا أحيانًا). عادة ما يُستعمل مصطلح «بلاط دوقي» في الحالات النادرة التي تتداخل فيها منطقة فرعية مع أراضي فرع قائم بالفعل، كما في حالة المجلس الدوقي الكبير في سان فرانسيسكو والمجلس الدوقي الكبير في ألاميدا. أما مصطلح «بارونية» فعادة ما يُطلق على الفروع التي لم تصل بعد إلى مستوى البنية التحتية وجمع التبرعات الذي بلغته الفروع التي تُعد بلاطات إمبراطورية تامة التأسيس. تشبه الفروع البارونية والدوقية تلك الفروع التي يترأسها أباطرة، فيما عدا الألقاب (بارونة بدل إمبراطورة مثلًا).
مما يدل على استمرار نمو النظام البلاطي في العقد الماضي: أنْ تأسست بارونيات في 3 من أكبر المناطق الحضرية في أمريكا الشمالية (بوسطن وشيكاغو وواشنطن)، وصارت بلاطات إمبراطورية ناجحة ممتازة.
بلاط سان فرانسيسكو الإمبراطوري أقدم فروع المنظمة، ولذا يُعد «البلاط الأب» لنظام البلاط الإمبراطوري. ويُستعمل مصطلح «بلاط أب» لقبًا للفروع المسؤولة عن الاعتراف بالبلاطات الجديدة وتأسيسها، فبلاط رود آيلاند الإمبراطوري في بروفيدنس مثلًا هو البلاط الأب لبلاط ماساتشوستس الإمبراطوري.